# Gliese 886
Gliese 886 is een dubbelster op 52,75 lichtjaar van de zon. De ster bestaat uit een rode en een bruine dwerg.